# I Want You, I Need You, I Love You
Singles de Elvis Presley
Heartbreak Hotel Don't Be Cruel / Hound Dog
I Want You, I Need You, I Love You est une chanson sentimentale écrite par Maurice Mysels et Ira Kosloff, popularisée par Elvis Presley en 1956. Il s'agit du deuxième simple d'Elvis publié par RCA, avec My Baby Left Me en face B, qui rencontra un plus grand succès. Le disque s'est classé à la première place du Billboard hot 100 en juillet 1956.
Au Québec, Johnny Farago l'a adapté en français sous le titre Je t'aime, je te veux (1967).
La chanson est reprise en version instrumentale, par Robby Krieger, en 1989, dans son album No Habla (en).